# Valletta Lions RFC
Valletta Lions RFC – maltański klub rugby w Valletcie. Powstał na początku 2008 roku.